# Venetisch

Verdeling bij benadering van de talen die in de IJzertijd in de zesde eeuw voor Christus in Italia werden gesproken.
Venetisch

Het Venetisch is een dode, Indo-Europese taal, die in oude tijden in de Noord-Italiaanse provincie Veneto en in het moderne Slovenië werd gesproken in een gebied tussen de rivier de Po en de zuidelijke uitlopers van de Alpen.
Het Venetisch was duidelijk een Indo-Europese taal. Verwantschap met zowel het Latijn als het Illyrisch wordt verondersteld. Bekend zijn een driehonderdtal korte inscripties vanaf de 6e tot 1e eeuw v.Chr., geschreven in een variant van het Oud-Italische alfabet.
Men heeft de sprekers geïdentificeerd als de oude stam die Veneti werden genoemd door de Romeinen en Enetoi door de Grieken. De taal werd verdrongen door het Latijn en stierf in de 1e eeuw n.Chr. uit, toen de lokale bewoners in de Romeinse invloedssfeer werden geassimileerd.
Het Venetisch mag niet verward worden met het Venetiaans, een Romaanse taal die eeuwen later ontstond en die tegenwoordig nog steeds in globaal dezelfde regio wordt gesproken.

## Taalkundige classificatie
Venetisch is een kentumtaal. De inscripties gebruiken een verscheidenheid van het Noord-Italische alfabet, vergelijkbaar met het Etruskische alfabet
De exacte relatie van het Venetisch met andere Indo-Europese talen wordt nog onderzocht, maar de meerderheid van de geleerden is het erover eens dat afgezien van het Liburnisch, Venetisch het dichtst bij de Italische talen staat; de Italische talen zijn een groep talen die Latijn, Oskisch en Umbrisch omvatten. Het Venetisch is mogelijk ook gerelateerd aan het Illyrisch, dat tot in de Romeinse tijd op de westelijke Balkan werd gesproken. De theorie dat Illyrisch en Venetisch nauw aan elkaar verwant waren wordt binnen de huidige taalwetenschap bestudeerd. De positie van Venetisch binnen het Indo-Europees is in detail bestudeerd door Lejeune.
Men heeft ook enkele belangrijke parallellen met de Germaanse talen opgemerkt, vooral in de pronominale vormen:
Venetisch: ego = ik, accusativus (vierde naamval) mego = me, mij
Gotisch: ik, accusativus mik
(Latijn: ego, accusativus me)
Venetisch: sselboisselboi = voor zichzelf
Oudhoogduits: selb selbo
(Latijn: sibi ipsi)

## Kenmerken
Het Venetisch kende ongeveer zes of zelfs zeven typen zelfstandig naamwoorden en vier vervoegingen (vergelijkbaar met het Latijn). Er zijn ongeveer 60 woorden bekend, maar sommige van deze woorden zijn leenwoorden uit het Latijn (liber.tos < libertus) of Etruskisch. Veel van deze woorden laten een duidelijke Indo-Europese afkomst zien, zoals vhraterei < PIE *bhraterei = aan de broer.

## Fonologie
In het Venetisch ontwikkelden de PIE stopklanken *bh, *dh en *gh zich in talen met een woord-initiële positie (zoals in het Latijn en het Osco-Umbrisch) tot respectievelijk /f/, /f/ en /h/, maar in talen met woord-interne tussenklinker posities (zoals in het Latijn naar respectievelijk /b/, /d/ en /g/. Voor Venetisch kan men ten minste de ontwikkelingen van *bh en *dh duidelijk aanwijzen. Faliscisch en Osco-Umbrisch kennen intern ook /f/, /f/ en /h/.
Er zijn ook aanwijzingen in het Venetisch voor de ontwikkelingen van PIE *gʷ- > w-, PIE *kʷ > *kv en PIE *gʷʰ-'> f-, al deze ontwikkelingen verlopen parallel met het Latijn, evenals de regressieve assimilatie van de PIE-volgorden *p...kw... > *kw...kw... , een kenmerk dat ook in het Italisch en het Keltisch wordt gevonden (blz. 141).

## Voorbeelden
Een voorbeeld inscriptie in het Venetisch, die werd gevonden op een bronzen nagel in Este (Es 45): pag. 149
Venetisch:Mego donasto Śainatei Reitiiai Porai Egeotora Aimoi ke louderobos
Latijn (letterlijk):Me donavit Sanatrici Reitiae Bonae Egetora [pro] Aemo liberis-que
Nederlands: Egetora gaf mij aan de goede Reitia de Genezer namens Aemus en de kinderen
Een andere inscriptie, gevonden op een situla (vaatwerk zoals in urn of emmer) in Cadore (ca. 4 Valle): pag 464
Venetisch: Eik goltanos Doto louderai Kanei
Latijn (letterlijk): hic Goltanus dedit Liberae Cani
Nederlands: Goltanus offerde dit voor de maagd Kanis

## Wetenschappelijk onderzoek
De meest prominente wetenschappers die Venetische inscripties hebben ontcijferd of anderszins hebben bijgedragen aan de kennis over de Venetische taal zijn Carl Eugen Pauli, Hans Krahe, Giovanni Battista Pellegrini, Aldo Luigi Prosdocimi en Michel Lejeune. Recente bijdragers zijn onder andere Loredana Calzavara Capuis en Anna Maria Chieco Bianchi.

## Voetnoten
1. ↑  (en)  Wallace, Rex (2004). Venetic in Roger D. Woodard (ed.), The Cambridge Encyclopedia of the World’s Ancient Languages, University of Cambridge, pag. 840-856. ISBN 0-521-56256-2 Online version
2. ↑  (en)  J.J. Wilkes, The Illyrians Pagina 77 ISBN 0631198075
3. ↑  (fr)  Michel Lejeune (1974),Manuel de la langue vénète. Heidelberg: Indogermanische Bibliothek, Lehr- und Handbücher, pag 163
4. ↑  (de)  Julius Pokorny (1959), Indogermanisches Etymologisches Wörterbuch, Bern. pag. 708 en 882
5. ↑  (de)  Carl Eugen Pauli (1885-94). Altitalische Forschungen. J.A. Barth.
6. ↑  (de)  Hans Krahe (1954). Sprache und Vorzeit : europäische Vorgeschichte nach dem Zeugnis der Sprache. Quelle & Meyer.
7. 1 2  (it)  Giovanni Battista Pellegrini, Aldo Luigi Prosdocimi (1967). La Lingua Venetica: I- Le iscrizioni; II- Studi. Istituto di glottologia dell'Università di Padova..
8. ↑  (it)  Aldo Luigi Prosdocimi (2002), Veneti, Eneti, Euganei, Ateste.
9. ↑  (it)  Aldo Luigi Prosdocimi (2002).Trasmissioni alfabetiche e insegnamento della scrittura, in AKEO. I tempi della scrittura. Veneti antichi: alfabeti e documenti, (Catalogue of an exposition at Montebelluna, 12/2001-05/2002). Montebelluna, pp.25-38.
10. ↑  (fr)  Michel Lejeune (1974). Manuel de la langue vénète. Carl Winter - Universitätsverlag.
11. ↑  (it) 
 Selected bibliography of Loredana Calzavara Capuis:
12. ↑  (it)  Anna Maria Chieco Bianchi et al. (1988). Italia: omnium terrarum alumna: la civiltà dei Veneti, Reti, Liguri, Celti, Piceni, Umbri, Latini, Campani e Iapigi. Scheiwiller.